# شینکیچی کیکوچی
شینکیچی کیکوچی (به انگلیسی: Shinkichi Kikuchi) بازیکن فوتبال اهل ژاپن و عضو تیم ملی فوتبال ژاپن است که در تاریخ ۲۷ سپتامبر ۱۹۹۴ میلادی اولین بازی ملی‌اش را انجام داد. او در ۷ بازی ملی حضور داشت و آخرین بازی ملی خود را در تاریخ ۲۸ اکتبر ۱۹۹۵ میلادی انجام داد. شینکیچی کیکوچی در بازی‌های ملی‌اش
گلی به ثمر نرساند.